# Patrie (vzducholoď)
Patrie byla poloztužená vzducholoď, kterou pro francouzskou armádu postavili bratři Pierre a Paul Lebaudy, majitelé cukrovaru Lebaudy Frères, kteří se věnovali rovněž stavbě vzducholodí. Loď navrhl Henri Julliot, hlavní inženýr firmy. Patrie byla dokončena v listopadu 1906 a následujícího měsíce předána armádě. Byla to první vzducholoď zařazená k pravidelné vojenské službě u francouzské armády.
V roce 1907 byla ze základny v Chalais-Meudon nedaleko Paříže provedena série úspěšných vojenských testů, přičemž jednoho se zúčastnil i předseda francouzské vlády Georges Clemenceau. Po úspěšném dokončení těchto testů v listopadu 1907 byla Patrie převedena pod vojenské velení a její operační základna byla u Verdunu, v blízkosti německých hranic.
V důsledku mechanické poruchy 29. listopadu 1907 vzducholoď nouzově přistála. Během následující noci se za vichřice utrhla a byla unášena větrem. Překročila Lamanšský průliv a během noci přelétla Anglii. Dne 1. prosince byla spatřena nad Walesem a Irskem. V blízkosti Belfastu krátce narazila na zem, ale znovu se vznesla nad Atlantský oceán. Naposledy byla spatřena z paluby parníku nedaleko Hebrid, a pak veze stopy zmizela.
I přes ztrátu Patrie firma Lebaudy dokončila její sesterskou loď La République pro francouzskou armádu. Později dodala dvě vzducholodi podobné konstrukce do Ruska a Rakousko-Uherska.

## Vývoj
Armáda plánovala využití vzducholodí pro bombardování z výšky, která byla považována za výšku mimo dosah pozemních zbraní, a pro průzkum. Konstruktér lodi Henri Julliot (1855-1923), uvedl, že „každá z francouzských vzducholodí může nést třicet pum o váze 10 kg.“ Pro průzkumné účely byla Patrie vybavena montáží na fotografické kamery a acetylénový průzkumný světlomet. Současný autor uvádí, že z paluby Patrie „by mohly být pozorovány nejmenší pohyby vojsk a získány velmi jasné dálkové fotografie vojenských jednotek“.
Poloztužené vzducholodě byly považovány za vhodnější pro vojenské použití, protože, na rozdíl od tuhé vzducholodě, mohly být vypuštěny, skladovány a přepravovány po souši nebo po moři. Druhá vzducholoď bratří Lebaudy "překonala svou předchůdkyni ve velikosti a způsobu výstavby". První vzducholoď byla jednoduše nazývána Lebaudy, a francouzskou veřejností přezdívána Le Jaune („Žlutá“), kvůli žlutému vnějšímu nátěru. Byla rovněž považována za nejúspěšnější vzducholoď v provozu.

## Konstrukce

### Přehled

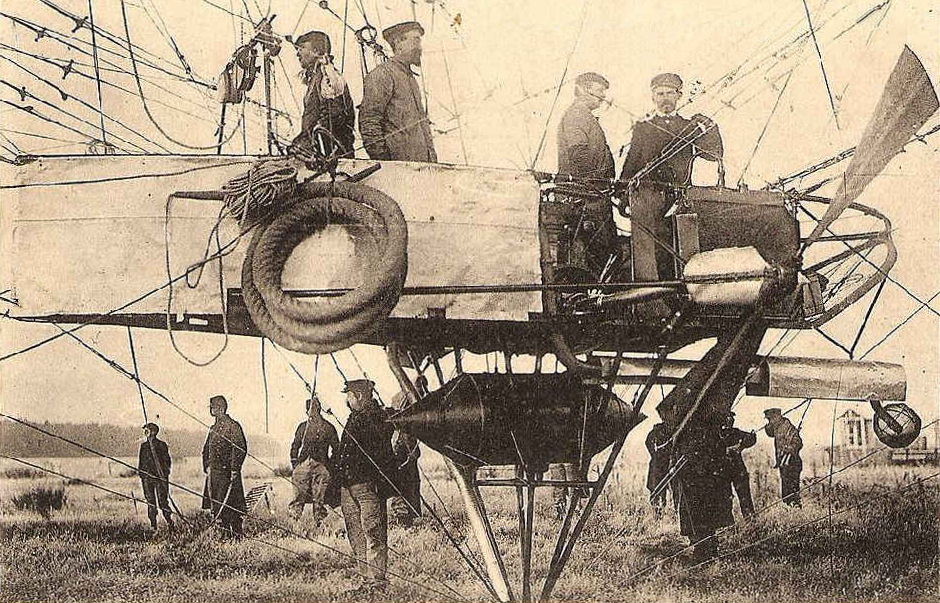
Detailní záběr gondoly včetně palivové nádrže a vrtule. Fotografie z roku 1906.

Hlavními konstrukčními prvky vzducholodi Patrie, byla plynová obálka, nikl-ocelový rám či kýl a gondola zavěšená na rámu pomocí ocelových lan. Uvnitř obálky byl balonet, jehož funkcí bylo za všech okolností zajistit dostatečné množství plynu v obálce. K plynové obálce a gondole byly připojeny aktivní a pasivní ovládací plochy, které poskytovaly stabilitu ve vodorovném i svislém směru a umožňovaly pilotovi kontrolu nad vzducholodí.
Gondola, vyrobená z nikl-ocelových trubek, byla zavěšena asi 3,4 metry pod eliptickým ocelovým rámem (či kýlem) dolní části plynové obálky. Rám a obálku spojovala síť konopných lan. Síť byla připevněna dřevěnými kolíky na plátěná poutka na obálce, podobně jako k rámu. To umožnilo snadné odstranění rámu z obálky. Samotný rám mohl být také demontován a snadno přepraven.
Otevřená gondola poskytovala posádce a cestujícím jen minimální ochranu před živly. Obvyklé obsazení sestávalo ze dvou pilotů, dvou mechaniků a dvou cestujících. Tak tomu bylo během zkušebních letů i vojenských misí. Zátěž vzducholodi měla podobu pytlů písku o váze 10 a 20 liber (4.5 a 9,1 kg), jejichž obsah mohl být vypouštěn trubkou v podlaze gondoly. Další výbavou byla siréna, hlásná trouba, poštovní holubi, železné kolíky, lana pro ukotvení vzducholodi, rezervní zásoby paliva a vody a hasicí přístroj.

### Obálka a balonet

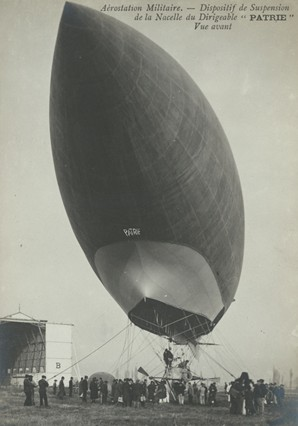
Vzducholoď Patrie v Moisson v roce 1906

Obálka vzducholodi se skládala ze čtyř vrstev bavlněné látky a vulkanizovaného kaučuku (obálka její předchůdkyně, Jaune, se skládala jen ze tří vrstev). Vnější vrstva z bavlněné tkaniny byla pokryta nátěrem chromanu olovnatého, aby se zabránilo poškození druhé vrstvy – gumového pláště slunečním zářením. Tato druhá vrstva bránila úniku vodíku z obálky. Třetí vrstva byla z bavlny, čtvrtá a poslední vrstva z kaučuku chránila obal před poškozením způsobeným vodíkem. Tato závěrečná gumová vrstva byla tenčí a tudíž lehčí, než první. Gumové fólie pro zhotovení druhé a čtvrté vrstvy byly dodány německou společností Continental AG.
Nátěr chromanem olovnatým dal obálce žlutou hořčičnou barvu, stejnou, jakou měla její předchůdkyně Le Jaune; zbývající plochy byly zbarvené blankytně, jak je zřejmé ze současného vyobrazení Patrie.
Pro konstrukci Patrie jako poloztužené vzducholodi bylo nutné, aby tlak nosného plynu v plynovém vaku a vzduchu v balonetu byl dostatečný pro udržení jejího celkového tvaru. Vodík byl čerpán do plynového vaku tak, aby umožnil vzducholodi vystoupat do maximální zamýšlené provozní výšky jedné míle (1 600 metrů) ve které balonet zabíral přibližně jednu pětinu z celkového objemu plynové obálky. Sestup lodi byl prováděn vypuštěním vodíku pumpováním vzduchu do balonetu, aby se vyrovnal objem uvolněného plynu. Tento proces se opakoval postupně až do dosažení požadované rychlosti klesání nebo požadované výšky.
K ovládání pohybu vodíku a vzduchu uvnitř obálky vzducholodi byla Patrie vybavena pěti ventily, z nichž některé fungovaly automaticky a další mohly být ovládány ručně pilotem pomocí kabelů. Ventily na plynové obálce upouštěly vodík automaticky, pokud tlak přesáhl hodnotu 500 Pa. Ventily balonetu se otevřely, když tlak vzduchu překročil 195 Pa, čímž bylo zajištěno, že vzduch byl vyhnán z balonetu před tím, než došlo ke ztrátě vodíku z plynové obálky. Automatické ovládání ventilů ovlivnilo i trvání posledního bezpilotního letu vzducholodi (viz oddíl Poslední let níže). Tlak v balonetu byl udržován ventilátorem s motorovým pohonem, který měl elektricky poháněnou zálohu, takže tlak by mohl být udržován i v případě poruchy motoru nebo během jeho údržby.
Uvolňovací mechanismus byl zkonstruován tak, že v případě nouze bylo možné pomocí lana otevřít ventil a vypustit vodík z obálky. Toto lano bylo připojeno na zátěž, takže mohlo být aktivováno automaticky v případě katastrofální ztráty zátěže. Selhání tohoto lana hrálo klíčovou roli při ztrátě Patrie dne 29. listopadu 1907.
Protože částečně naplněný balonet by mohl způsobit podélnou nestabilitu lodi, byly použity dvě látkové příčky, které rozdělily balonet na tří samostatné oddíly a šíření vzduchu v něm bylo umožněno pouze malými otvory v příčkách, takže vzduch se mohl šířit postupně po celém balonetu, aniž byla stabilita vzducholodi ovlivněna.

### Řízení a pohon

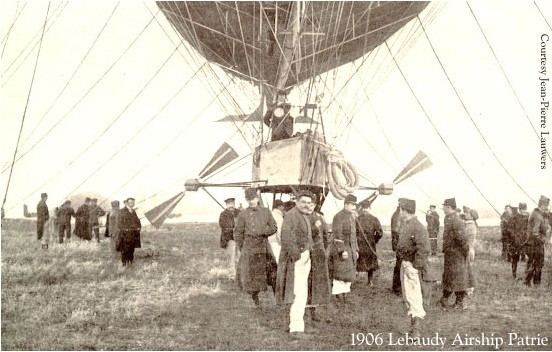
Detailní pohled na gondolu vzducholodi.

Směrovou stabilitu udržovaly čtyři pevné plochy, dvě vertikální a dvě horizontální, připevněné v zadní části plynové obálky, a další podélná svislá plocha, která běžela od středu lodi podél hlavní osy plynové obálky až k její zadní části. Horizontální pohyb byl řízen kormidlem v zadní části. Ocasní plochy se skládaly ze svislé a vodorovné plochy ve tvaru opeření šípu. V roce 1907 byly svislé ocasní plochy upraveny tak, jak je znázorněno na přiloženém obrázku.

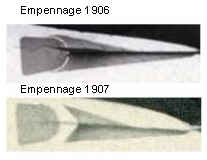
Fotografie ukazující změny ocasních ploch lodi Patrie mezi lety 1906 a 1907

Během zkoušek bylo rozhodnuto, že je třeba, aby pilot měl větší kontrolu nad vertikálními pohyby lodi, aby mohl kompenzovat „nedobrovolné stoupání nebo klesání vzducholodi v důsledku expanze nebo kontrakce plynu, nebo jiné příčiny“. Pro tento účel byla umístěna pohyblivá horizontální plocha v blízkosti těžiště lodi, která zmenšovala vliv ztráty plynu či zátěže na minimum.
Později byla tato jediná plocha nahrazena dvěma pohyblivými plochami po obou stranách mezi gondolou a dolní částí eliptického rámu, jak je patrné z plánu publikovaného v německé publikaci Jahrbuch der Luftfahrt („Letecká ročenka“) z roku 1911.
Tato „křidélka pro vzestup a sestup“, jak byla označována, jsou jasně patrná na obrázku z krátkého filmu Le Ballon dirigeable «Le Patrie» (Řiditelný balon „Le Patrie“), který v Moisson natočila francouzská filmová průkopnice Alice Guy-Blaché před tím, než v březnu roku 1907 emigrovala do Spojených států amerických.
Pilot řídil vzducholoď pomocí ovládacích prvků na přídi gondoly před motorem. Mechanik na zádi ovládal motor. Jednalo se o čtyřválcový motor Panhard & Levassor o výkonu 52 kw (70 hp) při 1000 otáček za minutu. Motor byl umístěn ve středu gondoly a poháněl dvě dvoulisté ocelové vrtule o průměru 2,6 metrů, které byly namontovány na bočních konzolách, po jedné na každé straně. Otáčely se rychlostí 1000–1200 otáček za minutu a to opačným směrech, aby se zabránilo kroucení vzducholodi. Výfukové potrubí bylo vyvedeno dolů pod zadní částí gondoly a chráněno kovovým krytem, aby se minimalizovalo riziko požáru. Palivová nádrž o objemu 280 litrů byla umístěna pod gondolou uvnitř konstrukce z ocelových trubek ve tvaru obrácené pyramidy, která chránila gondolu a vrtule při přistání.

## Operační historie

### Listopad – prosinec 1906
První let Patrie se konal 16. listopadu 1906 v hlavním sídle továrny Lebaudy v Moisson a trval 2 hodiny a 20 minut. Po dalších osmi zkušebních letech odstartovala 15. prosince 1906 Patrie na 52 kilometrů dlouhý let z Moisson do střediska Francouzského leteckého oddělení v Chalais-Meudon poblíž Paříže. Rychlost letu byla přes 45 km/h.
Předváděcí let pro veřejnost nad centrem Paříže proběhl 17. prosince 1906, a jeho trasa vedla přes Arc de Triomphe, Place de la Concorde, budovy Ministerstva války a Invalidovnu. Po tomto letu byla Patrie vypuštěna a další její lety proběhly až v červnu 1907.

### Červen – listopad 1907

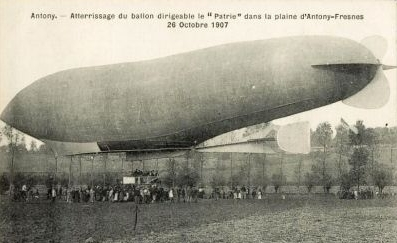
Přistání Patrie na pláni u Antony-Fresnes, 26. října 1907

V v období mezi 27. červnem a 7. srpnem 1907 proběhlo 21 dalších letů . Zvlášť významný byl let 22. července 1907, kterého se jako cestující zúčastnili i francouzský premiér Georges Clemenceau a ministr války Georges Picquart. I když během letu praskla trubka, která postříkala premiéra horkou vodou, reagoval nonšalantně, když řekl: „Nemohu dostatečně vyjádřit můj obdiv k tomuto nádhernému vynálezu“.
Po těchto letech byla vzducholoď opět vypuštěna a provedeny změny konstrukce, které zahrnovaly zvětšení válcové části plynové obálky o 500 kubických metrů, změny ocasních ploch (jak je uvedeno výše) a montáž nových vrtulí.
Patrie byla znovu napuštěna a připravena k provozu 15. října 1907. Mezi 21. říjnem a 16. listopadem bylo provedeno devět letů o celkové délce 18 hodin. Loď startovala z Chalais-Meudon. Během jednoho letu se ulomila levá vrtule. Následně loď vystoupala rychle do nízkých mraků, ale pak se bezpečně vrátila vlastní silou do Chalais-Meudon. Dne 23. listopadu 1907 se Patrie přemístila vzdušnou cestou na svou provozní základnu v Belleville-sur-Meuse v blízkosti Verdunu, nedaleko francouzsko-německé hranice. Tuto cestu o délce 240 km loď urazila za 6 hodin a 45 minut při průměrné rychlosti 36 km/h a výšce 850 metrů.

### Poslední let

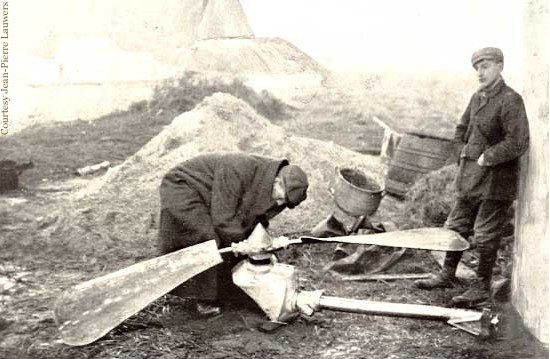
Vrtule a soukolí, které upadlo ze vzducholodi během nárazu Patrie na zem v Ballysallagh, Irsko dne 1. prosince 1907

Při letu v pátek 29. listopadu 1907 přistála Patrie nouzově v blízkosti Souhesmes kvůli mechanické poruše. Na místě byly provedeny opravy, avšak na palubě nebylo magneto, což znamenalo, že pro zpáteční let nemohl být použit motor. Bylo rozhodnuto, že vzducholoď nebude vlečena zpět do Verdunu, ale že bude přes noc ukotvena na otevřené pláni u Souhesmes.
Během té noci ale přišla bouře a bylo přiveleno přibližně 200 vojáků, aby udrželi vzducholoď ve vichřici. V sobotu ráno vítr svou silou vytrhl některé ocelové kolíky na kterých byla vzducholoď ukotvena, takže že se otočila bokem k větru. Ten loď naklonil na bok, což způsobilo ztrátu zátěže, která se vysypala. I pak mohla být Patrie ještě zachráněna, pokud by byl uvolněn ventil na plynové obálce a vypuštěn vodík. Nedopatřením se tato operace nepodařila a vojáci již nebyli schopni udržet loď v bouři.

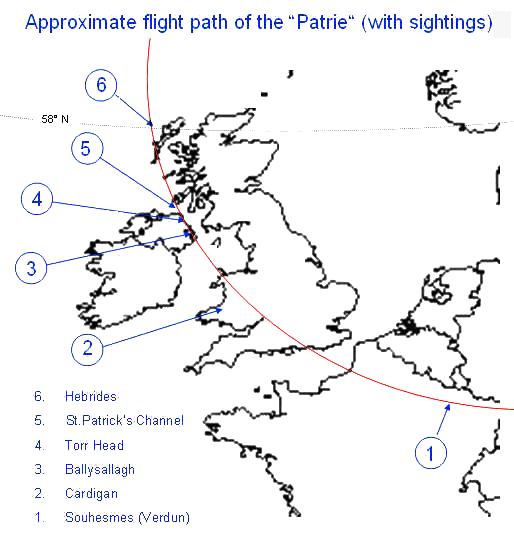
Přibližná dráha letu Patrie na základě zaznamenaných pozorování

Loď ztratila 750 kg zátěže a byla bez posádky. Vystoupala rychle do velké výšky (odhaduje se okolo 2 000 metrů) a byla odnesena vichřicí severozápadním směrem. Ještě o dva dny později nebyly o lodi žádné zprávy. V roce 2007 přetiskly francouzské noviny Journal l Alsace / Le Pays zprávu z 5. prosince 1907, kde se mluvilo o „úzkosti“, která nastala v Paříži, po této „katastrofě“. To způsobovalo obavy, že východní vítr by mohl loď zanést přes francouzsko-německé hranice do pruských rukou. Proto byly jakékoliv zprávy o jejím letu netrpělivě očekávány.
Konečně se zprávy o vzducholodi dostaly do Francie a zmiňoval je tisk po celé Evropě a Spojených státech. New York Times uvedl, že Patrie byla pozorována ráno v neděli 1. prosince 1907 nad Cardiganem ve Walesu. Odpoledne téhož dne narazila na zem v Ballysallagh, nedaleko Holywoodu, County Down v severním Irsku. Při nárazu na zem se ulomila vrtule a část převodů (viz foto). Tím loď ztratila část hmotnosti a znovu vzlétla do vzduchu. Byla pozorována z Lloydovy signální stanice na Torr Head, na pobřeží hrabství Antrim. Další pozorování přišlo brzy poté z ostrovů v Severním průlivu mezi Irskem a Skotskem. Patrie pokračovala v letu severním směrem. Poslední pozorování bylo hlášeno kapitánem Buchananem z parníku Olivine v zeměpisné šířce 58° N u Hebrid. Poté se loď ztratila beze stopy.

### Následky
I přes ztrátu Patrie francouzská armáda neztratila důvěru ve vzducholodi bratří Lebaudyů a Julliota: v Lebaudyho továrně v Moisson probíhala stavba sesterské lodi s názvem République. Další vzducholoď stejného typu (La Liberté) byl objednána v srpnu 1908. Další dvě vzducholodi v podstatě stejné konstrukce byly objednány Ruským impériem a Rakousko-Uherskem. Ruskem objednaná loď nazvaná nejprve La Russie a později známá jako Lebeď ("Лебедь") byla údajně kopie francouzské République. Její první let proběhl dne 29. května 1909 a byl oslavován jako významný krok vpřed v historii ruského letectví. Časopis Flight ve svém čísle z 26. června 1909 oznámil, že rakouská vláda objednala u firmy Lebaudy stejnou loď, jakou byla "Russie". Tato vzducholoď vstoupila do služeb rakousko-uherské armády v roce 1910 a byla v Rakousku označována jako M. II.

#### Český tisk o havárii vzducholodiPatrie
O havárii vzducholodi informoval i český tisk. Ještě v červenci 1907 psal, že Patrie „...podala důkaz své zdatnosti“. Mezi 3. a 6. prosincem 1907 se psalo nejprve o ztrátě vzducholodi a pak o jejím nalezení v Irsku.

## Technické údaje

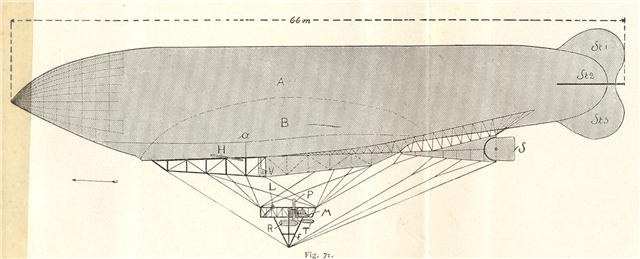
Boční pohled 1906-1907

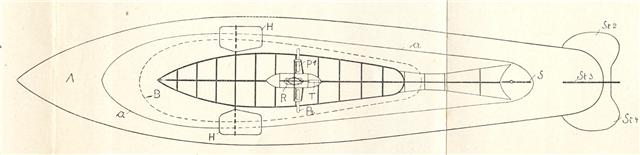
Pohled zespodu 1906-1907

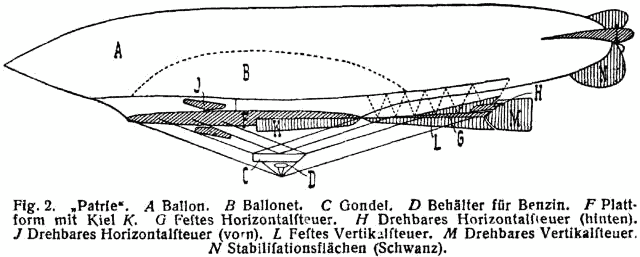
Boční pohled s popisem

Převzato z The Present State of Military Aeronautics, Flight Magazine Global Archive, 27 February 1909
Základní údaje
- posádka: 4
- délka: 60 m
- průměr: 10.5 m
- objem: 3300 m3
- objem balonetu: 670 m3
- užitečná zátěž: 1260 kg

Výkony
- nejvyšší rychlost: 48 km/h
- cestovní rychlost: 42 km/h
- dolet: 450 km
- výdrž: 10 hodin

## Zajímavost
V českém dobovém tisku byl v roce 1908 zmiňován konstruktér  Julliot a plány vzducholodi Patrie v souvislosti se špionážní aférou rakouského architekta Augusta Krumholze.